# 尤努斯·斯迪克
尤努斯·斯迪克（1932年—1997年11月6日）维吾尔族，新疆维吾尔自治区拜城县人。伊斯兰教大毛拉。

## 生平
1932年，尤努斯·斯迪克出生。1961年起，历任拜城县托克逊乡的村干部和清真寺的伊玛目等职务。后来，他历任拜城县政协副主席、拜城县伊斯兰教协会主席、阿克苏地区伊斯兰教协会副主席、新疆维吾尔自治区第六、七、八、九届人大代表等职。
由于尤努斯·斯迪克反对民族分裂和非法宗教活动，遭到民族分裂恐怖主义分子敌视。1997年11月6日凌晨，尤努斯·斯迪克遭到民族分裂恐怖主义分子预谋枪杀。2000年12月20日，新疆维吾尔自治区人民政府批准尤努斯·斯迪克为革命烈士。